# Rosablanche
Die Rosablanche, auch La Rosablanche, ist ein 3336 m ü. M. hoher Berg in den Walliser Alpen in der Schweiz. Er liegt auf der Bergkette zwischen dem Val de Bagnes (Westen) und dem Val d’Hérémence (Osten) und überragt den Lac des Dix.

## Gletscher
Trotz ihrer relativ geringen Höhe ist die Rosablanche Quelle eines weiträumigen Gletschersystems. Vier teilweise ausgedehnte, nicht stark geneigte Eisströme befinden sich rund um die Rosablanche. Es sind dies: Glacier de Sovereu, Grand Désert, Glacier de Prafleuri und Glacier de Mourti.

## Bergsport
Im Sommer gilt der Berg unter Bergsteigern als "langweilig". Die beiden nördlichen Normalrouten starten von der Grande-Dixence-Staumauer im Val d’Hérémence und von Siviez im Val de Nendaz. Beide Orte sind mit dem Auto oder dem öffentlichen Verkehr erreichbar. Die beiden je ca. 5 stündigen Routen sind technisch eher einfach, beinhalten jedoch sehr attraktive Gletscherstrecken. 
Die Route aus südlicher Richtung beginnt bei Fionnay im Val de Bagnes und ist im Sommer schneefrei.
Im Frühjahr wird die Rosablanche sehr intensiv durch Skitourengänger aufgesucht, da der Aufstieg durch hübsche Abfahrten belohnt wird.

## Hütten
In der Umgebung der Rosablanche liegen mehrere Hütten, die sich als Ausgangspunkte für Touren eignen. Von der Fionnay-Seite ist es die Cabane de Louvie im Val de Bagnes. Von der Nord-Ost-Seite sind dies die Cabane de Prafleuri auf 2624 m Höhe, die Cabane de Ecoulaie auf 2575 m und die Cabane de la Barmaz auf 2458 m und von der Siviez-Seite ist es die Cabane St-Laurent auf 2485 m.

## Gipfelschwund
Ab 1888 wurde der Berg ein wichtiger Fixpunkt des schweizerischen Triangulationsnetzes des Bundesamts für Landestopografie (heute Swisstopo). 1914 stellte eine Equipe von Vermessungsspezialisten der Landestopografie fest, dass etwas mit der Höhe der Rosablanche nicht stimmen konnte. Alle Dreiecksberechnungen, die mit dem Gipfel zu tun hatten, gingen nicht mehr auf. Mess- und Rechenfehler sowie ein Erdbeben schieden als Ursache aus. Berechnungen aus dem Jahr 1921 zeigten schliesslich, dass der Fixpunkt gut 21 Meter tiefer lag als bei der ersten Messung von 1891. Der Gipfel, einst klar vom Rest des Bergs abgehoben, war so stark eingesunken, dass er immer mehr zum Teil des Berggrats wurde. Der Neuenburger Geologieprofessor Émile Argand fand um 1920 die Lösung des Rätsels. Der abschmelzende Glacier de Prafleuri konnte die Gipfelpartie nicht mehr stützen und die Felsmassen rutschten ab. Ein neuer Fixpunkt für das Triangulationsnetz wurde auf dem Gipfel der La Ruinette installiert.

## Trivia
"Rosablanche" ist auch der Titel eines kleinen Romans des Lausanner Autors Matias Jolliet über eine einsame Wanderung in den Bergen.